# Управління Імператорського двору Японії
Управління Імператорського двору Японії (яп. 宮内庁, くないちょう, кунай-тьо) — орган виконавчої влади в Японії. Автономний орган Адміністрації Кабінету Міністрів. Завідує справами Імператорського дому Японії та допомагає Імператору Японії займатися державними справами.

## Короткі відомості
Управління Імператорського двору Японії засноване 1949 року. Його попередниками були Міністерство Імператорського двору, що діяло протягом 1869–1947 років, та Адміністрація Імператорського двору, що працювала протягом 1947–1949 років.
З 1949 по 2001 роки Управління було автономною установою в складі Адміністрації прем'єр-міністра. Після реформи державного апарату 2001 року, його перепідпорядкували Адміністрації кабінету міністрів.
Управління завідує справами Імператорського дому Японії, а також допомагає Імператору Японії займатися державними справами, як того вимагають Конституція та укази уряду. Управіління також служить місцем зберігання Імператорської та Державної печатки.
Управління складається з наступних структур:
- Головний Секретаріат[5];
  - Лікарня Управління[6];
- Відомство прислуги[7]
- Відомства спадкоємця престолу[8];
- Відомство церемоній[9];
- Відділ архівів і гробниць[10];
- Господарчий відділ[11].

Голова Управління призначається прем'єр-міністр Японії, а затверджується Імператором. Голові допомагає один заступник, який координує роботу усіх структур та інспектує їх, і секретар, який за наказом голови виконує секретні доручення.
Управління також контролює Імператорські комори і пасовиська. В Кіото знаходиться регіональна філія Управління, що займається майновими справами Імператорського дому у Західній Японії.